# Toni Servillo
Toni Servillo, född 25 januari 1959 i Afragola, är en italiensk skådespelare och teaterregissör. Han växte upp i en teaterfamilj och formerades av 1970-talets vänsterpolitiska teatermiljö. Han filmdebuterade 1992 men fortsatte att betrakta teatern som sin huvudsakliga verksamhet. I början av 2000-talet inledde han ett samarbete med filmregissören Paolo Sorrentino, som han har gjort ett flertal högprofilerade huvudroller för.
Servillo har tilldelats David di Donatello för bästa manliga huvudroll fyra gånger: 2005 för Sorrentinos Le conseguenze dell'amore, 2008 för Andrea Molaiolis La ragazza del lago, 2009 för Sorrentinos Il divo och 2014 för Sorrentinos Den stora skönheten. Han tilldelades även Nastri d'Argento i samma kategori för La ragazza del lago, Il divo och Den stora skönheten, och Europeiska filmpriset 2008 för både Il divo och Gomorra och 2013 för Den stora skönheten.

## Filmografi
- Morte di un matematico napoletano, regi Mario Martone (1992)
- Rasoi, regi Mario Martone (1993)
- "La salita" i I vesuviani, regi Mario Martone (1997)
- Teatro di guerra, regi Mario Martone (1998)
- Come un eroe del novecento, regi Francesco Saponaro (2001) – kortfilm
- L'uomo in più, regi Paolo Sorrentino (2001)
- Luna rossa, regi Antonio Capuano (2001)
- Le conseguenze dell'amore, regi Paolo Sorrentino (2004)
- Notte senza fine, regi Elisabetta Sgarbi (2004)
- Incidenti, berättarröst, regi Miloje Popovic, Alos Ramon Sanchez och Toni Trupia (2005)
- Sabato, domenica e lunedì, regi Paolo Sorrentino - TV-film (2005)
- Flickan vid sjön (La ragazza del lago), regi Andrea Molaioli (2007)
- Lascia perdere, Johnny!, regi Fabrizio Bentivoglio (2007)
- Gomorra, regi Matteo Garrone (2008)
- Il divo, regi Paolo Sorrentino (2008)
- Gorbaciof, regi Stefano Incerti (2010)
- Noi credevamo, regi Mario Martone (2010)
- Una vita tranquilla, regi Claudio Cupellini (2010)
- Un balcon sur la mer, regi Nicole Garcia (2010)
- Il gioiellino, regi Andrea Molaioli (2011)
- È stato il figlio, regi Daniele Ciprì (2012)
- I alli thalassa, regi Theo Angelopoulos (2011) – ofullbordad
- Bella addormentata, regi Marco Bellocchio (2012)
- Viva la libertà, regi Roberto Andò (2013)
- Den stora skönheten (La grande bellezza), regi Paolo Sorrentino (2013)
- Le confessioni, regi Roberto Andò (2016)
- Lasciati andare, regi Francesco Amato (2017)
- La ragazza nella nebbia, regi Donato Carrisi (2017)
- Loro, regi Paolo Sorrentino (2018)
- Guds hand (È stata la mano di Dio), regi Paolo Sorrentino (2021)